# Irena Lazar
Irena Lazar, slovenska arheologinja, * 29. avgust 1962, Ljubljana.
Lazarjeva je leta 1989 diplomirala na ljubljanski Filozofski fakulteti in prav tam 2001 tudi doktorirala. Od 1989 do 1991 je bila kustosinja v Posavskem muzeju v Brežicah, leta 1992 pa se je zaposlila v Pokrajinskem muzeju v Celju, od 1996 kot višja kustosinja za rimsko arheologijo. Pri arheoloških delih je med drugim izkopala rimsko opekarno na Ilovici pri Vranskem in raziskovala na različnih lokalitetah antične naselbine Claudia Celeia.

## Nagrade in priznanja
- 1995: Valvasorjevo priznanje za razstavo Prosimo, dotikajte se predmetov (Pokrajinski muzej Celje; kot del ekipe)[2]
- 2005: Valvasorjevo priznanje za razstavo Odsevi davnine – Antično steklo v Sloveniji in ureditev skupnega kataloga (avtorji razstavnega projekta Rimljani: steklo, glina, kamen) (Pokrajinski muzej Celje)[3]